# Ranton, Staffordshire
Ranton är en ort och civil parish i Storbritannien.   Den ligger i grevskapet Staffordshire och riksdelen England, i den södra delen av landet, 200 km nordväst om huvudstaden London. Ranton ligger 97 meter över havet och antalet invånare är 354.
Terrängen runt Ranton är platt. Runt Ranton är det tätbefolkat, med 257 invånare per kvadratkilometer. Närmaste större samhälle är Cannock, 18,4 km sydost om Ranton. Trakten runt Ranton består i huvudsak av gräsmarker.